# Jason Köhnen
Jason Köhnen (* 9. April 1972 in Utrecht, Niederlande) ist ein niederländischer Musiker, Komponist und Musikproduzent mit indonesischen Wurzeln.

## Werdegang
Köhnen besuchte von 1985 bis 1991 das Alberdingk Thijm College. Zwischen 1993 und 1998 studierte er an der Hogeschool voor de Kunsten in Utrecht im Filmstudiengang, in dem er seinen Master absolvierte.
Der seit 1997 unter seinem Künstlernamen Bong-Ra als Breakcore-DJ und Musikproduzent bekannte Köhnen begann seine Musikerkarriere Anfang der 1990er Jahre als Bassist der Gothic-Metal- und Stoner-Doom-Band Celestial Season sowie der Death-Metal-Gruppe Bluuurgh…. Weiter beteiligte er sich an der Gründung mehrerer Projekte des Dark Jazz, wie Mansur, The Mount Fuji Doomjazz Corporation, The Kilimanjaro Darkjazz Ensemble oder The Lovecraft Sextet. Mit White Darkness widmet er sich vornehmlich dem Drone Doom, während er sich bei Deathstorm an einer Grindcore-Band beteiligt. Als Bong-Ra hingegen spielt er Jungle, Gabber und Breakcore. In seiner Aktivität als DJ und Produzent gilt das Sampling von Metal-Stücken als ein für ihn typisches Stilelement.
Gemeinsam mit Árni Bergur Zoëga komponierte Köhnen die Musik für das Computerspiel Alone in the Dark. Selbst verweist er darauf, sich und seine Musik keinem Genre ausschließlich zuzuordnen. Seine musikalischen Ursprünge lägen im Metal, aber er sei „von so vielen Genres beeinflusst worden, dass es schwer ist, ein bestimmtes Genre herauszuheben.“

## Bands und Projekte (Auswahl)
- The Answer Lies in the Black Void
- Bluuurgh…
- Celestial Season
- Deathstorm
- The Giants of Húsavík
- The Hard Way
- The Kilimanjaro Darkjazz Ensemble
- Köhnen Pandi Duo
- The Lovecraft Sextet
- Mansur
- The Mount Fuji Doomjazz Corporation
- Orphanage
- Servants of the Apocalyptic Goat Rave
- La Tentatrice
- The Thing with Five Eyes
- Voodoom
- White Darkness